# Выпуск 1842 года (Вест-Пойнт)
Выпуск 1842 года в американской военной академии Вест-Пойнт считается одним из самых знаменитых (наравне с выпуском 1846 года), он дал стране 10 генерал-майоров и 3 генерал-лейтенантов, в их числе были знаменитые армейские и корпусные командиры Джеймс Лонгстрит, Уильям Роузкранс, Джон Поуп и Джордж Сайкс. Почти все кадеты выпуска прошли Мексиканскую войну, 26 участвовали в Гражданской войне. Из 17 генералов, участников гражданской войны, 9 служило в армии Юга, 8 — в армии севера.
Суперинтендантом академии в 1842 году был Ричард Делафилд.
| Имя              | ранг | звание                  | примечания |
| ---------------- | ---- | ----------------------- | --- |
| Генри Остис      | 1    | бригадный генерал       | командир 10-го массачусетского полка, участник Чанселорсвилла, Геттисберга, Глуши и Спотсильвейни |
| Джон Ньютон      | 2    | генерал-майор           | Преподавал в Вест-Пойнте инженерное дело (1843-46), командовал I корпусом Потомакской армии |
| Джордж Рейнс     | 3    | капитан                 | Преподавал в Вест-Пойнте химию, минералогию и геологию (1844—1846), участник мексиканской войны, после 1861 заведовал производством пороха для армии Конфедерации. |
| Джон Курц        | 4    | подполковник            | военный инженер, участник гражданской войны. |
| Уильям Роузкранс | 5    | генерал-майор           | Командир XIV федерального корпуса, в 1862—1863 командир Камберлендской армии, после разгрома при Чикамоге отстранен от командования. |
| Теодор Лейдлей   | 6    | полковник               | Участник мексиканской войны, в гражданскую служил инспектором артиллерии и начальником различных арсеналов |
| Бэртон Александр | 7    | подполковник            | в гражданскую руководил фортификационными работами |
| Густавус Смит    | 8    | генерал-майор           | преподавал в Вест-Пойнте инженерию (1849—1854), уволился из армии в 1854, в 1861 — генерал-майор армии Конфедерации, командир левого крыла армии в сражении при Севен-Пайнс; после ранения Джонстона — временно главнокомандующий Северовирджинской армией. В 1862 — временно военный секретарь Конфедеративных Штатов Америки. |
| Мэнсфилд Ловелл  | 9    | капитан (вр.)           | Участник мексиканской войны, (в частности, штурмовал Чапультепек), уволился из армии в 1854. |
| Кэлвин Бенджамен | 10   | первый лейтенант        | Погиб при штурме Чапультепека (у ворот Белен) |
| Джеймс Бэнтон    | 11   | полковник               | преподавал в Вест-Пойнте артиллерийское дело (1857—1861) впоследствии служил в артиллерийском департаменте |
| Александр Стюарт | 12   | генерал-лейтенант       | Преподавал философию, командовал III корпусом Теннессийской армии Конфедерации. |
| Эдвард Бэквит    | 13   | бригадный генерал (вр.) | участник гражданской на административных должностях |
| Генри Уайтинг    | 14   | первый лейтенант        | умер в 1853 |
| Исаак Боуэн      | 15   | капитан                 | Сражался при Монтеррей и Буэна-Виста, умер в 1858 |
| Мартин Смит      | 16   | генерал-майор           | участник мексиканской войны, генерал-майор армии Конфедерации, создатель укреплений Висберга, главный инженер Северовирджинской армии. |
| Джон Поуп        | 17   | генерал-майор           | командир Миссисипской армии, командир Вирджинской армии, отстранен от командования армией после разгрома при втором Булл-Ран. |
| Джозеф Стюарт    | 18   | подполковник            | в гражданскую служил в гарнизонной артиллерии |
| Ричард Джонстон  | 19   | первый лейтенант        | Сражался пр Серро-Гордо и Чапультепеке, ушёл из армии в 1847 |
| Джон Хиллхауз    | 20   | капитан                 | ушёл из армии в 1845, возвращался на 2 месяца в 1861 |
| Дэвид Гибсон     | 21   | второй лейтенант        | умер в Мексике в 1847 |
| Чарльз Килберн   | 22   | бригадный генерал       | Сражался при Ресаке, Монтеррей и Буэна-Виста, а также на штабных должностях в гражданскую войну |
| Сет Уильямс      | 23   | генерал-майор (вр.)     | Сражался при Ресаке и Серро-Гордо, в гражданскую служил на штабных должностях, получил временное звание полковника за штабную работу под Геттисбергом. |
| Эбнер Даблдей    | 24   | генерал-майор           | Воевал в Мексике и Флориде, участник сражения за форт Самтер, командир 3-й дивизии I-го корпуса, под Геттисбергом временно командовал всем корпусом. |
| Хачалия Браун    | 25   | капитан (вр.)           | Участник мексиканской войны, умер в 1853 |
| Люсьен Лойсер    | 26   | капитан                 | Участник мексиканской войны, покинул армию в 1858 |
| Фредерик Дэнман  | 27   | первый лейтенант        | умер в 1853 |
| Дэниель Хилл     | 28   | генерал-майор           | Участник мексиканской войны, генерал армии Конфедерации, корпусной командир Теннессийской армии |
| Наполеон Дэйн    | 29   | генерал-майор           | Участник мексиканской войны, генерал армии Союза |
| Аллен Нортон     | 30   | первый лейтенант        | погиб в 1846 во время кораблекрушения |
| Армистед Руст    | 31   | второй лейтенант        | Покинул армию в 1845 |
| Джон Маккалмот   | 32   | полковник               | уволился из армии в 1862 |
| Патрик Нобл      | 33   | первый лейтенант        | служил в драгунском полку, умер в 1848 |
| Генри Стори      | 34   | второй лейтенант        | Ушел из армии в 1844 |
| Дженкс Бимен     | 35   | первый лейтенант        | Участник мексиканской войны, умер в 1848 |
| Джон Кларк       | 36   | капитан (вр.)           | участник мексиканской войны, утонул в 1848 на Миссисипи |
| Ральф Киркхем    | 37   | подполковник            | участник мексиканской войны, в Гражданскую служил в Калифорнии |
| Кирус Холл       | 38   | второй лейтенант        | умер в 1849 |
| Джордж Сайкс     | 39   | генерал-майор           | Участник мексиканской войны, войн с апачами, командир V корпуса Потомакской армии. |
| Ричард Андерсон  | 40   | генерал-лейтенант       | Участник мексиканской войны, генерал армии Конфедерации, командир IV корпуса Северовирджинской армии. |
| Джордж Лэй       | 41   | капитан                 | Участник мексиканской войны, ушел из армии в 1861 |
| Джеймс Шареман   | 42   | первый лейтенант        | Участник мексиканской войны, умер в 1852 |
| Джордж Мэйсон    | 43   | второй лейтенант        | служил в драгунском полку, погиб в Техасе в 1846 |
| Чарльз Джордан   | 44   | майор                   | Участник мексиканской войны, ушел из армии в 1863 |
| Генри Стэнтон    | 45   | капитан                 | Погиб в 1855 в перестрелке с апачами |
| Эндрю Уильямсон  | 46   | первый лейтенант        | Участник мексиканской войны, уволился в 1851 |
| Юджин Маклин     | 47   | капитан                 | ушел из армии в апреле 1861 года |
| Лафайет Мак-Лоуз | 48   | генерал-майор           | Участник мексиканской войны, генерал армии Конфедерации. |
| Томас Хэмонд     | 49   | второй лейтенант        | служил в драгунском полку, погиб в Мексике в 1846 |
| Чарльз Бэйкер    | 50   | первый лейтенант        | Преподавал в Вест-Пойнте тактику (1845-51), покинул армию в 1851 |
| Самуэль Хэйман   | 51   | подполковник            | В 1862—1863 служил полковником 37-го Нью-Йоркского полка |
| Эрл Ван Дорн     | 52   | генерал-майор           | Участник мексиканской войны, индейских войн, генерал армии Конфедерации, командир Западной армии Конфедерации. |
| Кристофер Перри  | 53   | первый лейтенант        | умер в 1848 |
| Джеймс Лонгстрит | 54   | генерал-лейтенант       | Участник мексиканской войны, генерал армии конфедерации, командир I корпуса Северовирджинской армии. |
| Джеймс Эберт     | 55   | подполковник (вр.)      | В гражданскую войну служил пр штабе Паттерсона и Бэнкса, уволился в 1864 |
| Джеймс Хэнди     | 56   | второй лейтенант        | умер в Техасе в 1845 году |

| Выпускники 1842 года                                                                            |
| ----------------------------------------------------------------------------------------------- |
| - Джеймс Лонгстрит - Джордж Сайкс - Джон Поуп - Эбнер Даблдей - Эрл Ван Дорн - Уильям Роузкранс |